# Twelve Reasons to Die II
Twelve Reasons to Die II – dwunasty album studyjny amerykańskiego rapera Ghostface Killah, wydany 10 lipca 2015 roku nakładem wytwórni Linear Labs. Wydawnictwo jest kontynuacją wydanego w 2013 roku albumu koncepcyjnego Twelve Reasons to Die, opowiadającego historię o mafijnej rodzinie DeLuca.
Podobnie jak w przypadku pierwszej części, całość została skomponowana i wyprodukowana przez Adriana Younge’a, a narratorem na płycie został kolega rapera z zespołu Wu-Tang Clan – RZA.
Na płycie gościnnie wystąpili: RZA, Raekwon, Scarub, Vince Staples, Lyrics Born, Chino XL oraz Bilal.

## Lista utworów
Wszystkie utwory zostały wyprodukowane przez Adriana Younge’a
| Nr  | Tytuł utworu                                                       | Tekst                                                   | Długość |
| --- | ------------------------------------------------------------------ | ------------------------------------------------------- | ------- |
| 1.  | „Powerful One”                                                     | D. Coles, A. Younge                                     | 0:51    |
| 2.  | „Return of the Savage” (gościnnie Raekwon oraz RZA)                | D. Coles, A. Younge, C. Woods, R. Diggs                 | 3:12    |
| 3.  | „King of New York” (gościnnie Raekwon)                             | D. Coles, A. Younge, C. Woods                           | 3:31    |
| 4.  | „Rise Up” (gościnnie Scarub)                                       | D. Coles, A. Younge, A. Collins                         | 2:04    |
| 5.  | „Daily News”                                                       | D. Coles, A. Younge                                     | 0:49    |
| 6.  | „Get the Money” (gościnnie Vince Staples)                          | D. Coles, A. Younge, V. Staples                         | 4:15    |
| 7.  | „Death's Invitation (Interlude)” (gościnnie RZA)                   | D. Coles, A. Younge, R. Diggs                           | 0:36    |
| 8.  | „Death's Invitation” (gościnnie Scarub, Lyrics Born oraz Chino XL) | D. Coles, A. Younge, A. Collins, T. Shimura, D. Barbosa | 4:33    |
| 9.  | „Let the Record Spin (Interlude)” (gościnnie RZA)                  | D. Coles, A. Younge, R. Diggs                           | 1:15    |
| 10. | „Let the Record Spin” (gościnnie Raekwon)                          | D. Coles, A. Younge, C. Woods                           | 3:13    |
| 11. | „Blackout” (gościnnie Raekwon)                                     | D. Coles, A. Younge, C. Woods                           | 1:55    |
| 12. | „Resurrection Morning” (gościnnie Raekwon oraz Bilal)              | D. Coles, A. Younge, C. Woods, B. Oliver                | 2:41    |
| 13. | „Life's a Rebirth” (gościnnie RZA)                                 | D. Coles, A. Younge, R. Diggs                           | 2:51    |
|     |                                                                    |                                                         | 31:46   |